# VirtualDubMod

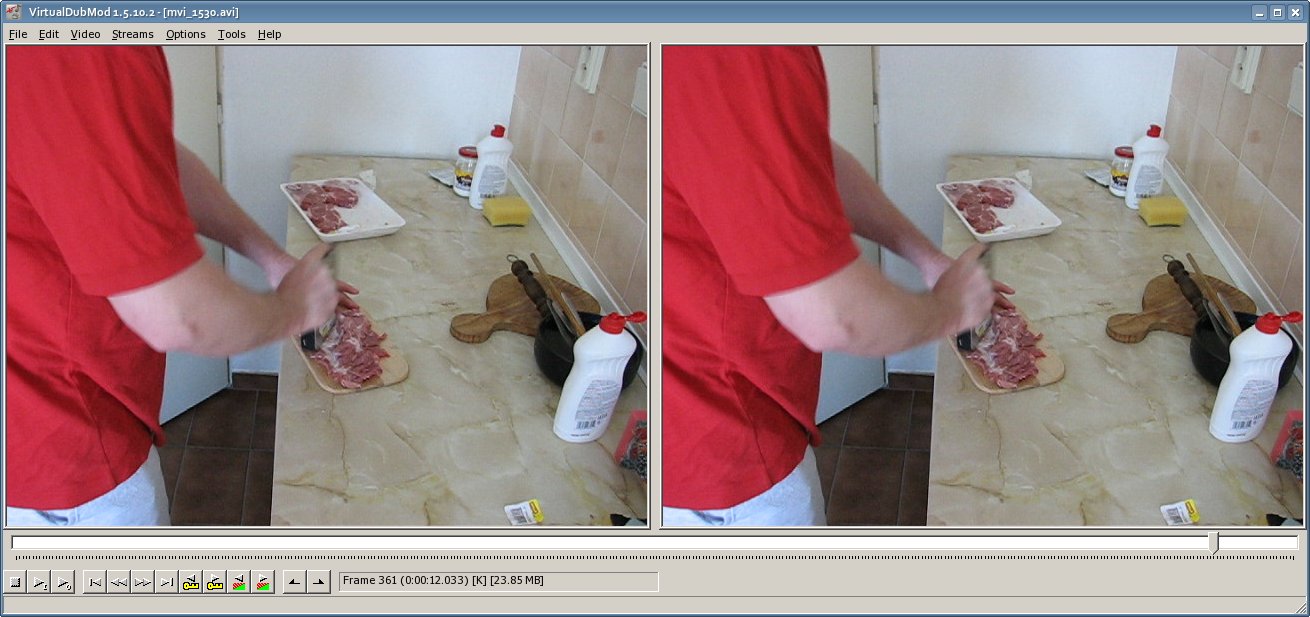
VirtualDubMod

VirtualDubMod é um programa de edição e conversão de vídeo, que também pode ser usado como encoder. 
Foi criado a partir da combinação do VirtualDub original com várias de suas modificações (mods) mais populares, a maioria fruto de projetos precursores como o VirtualDubMPeg2, VirtualDubOGM e VirtualDubAVS.
É provavelmente o programa preferido no Brasil e nos Estados Unidos para aplicar codecs em vídeos, seja usado sozinho ou em conjunto com outros programas, como o Cinema Craft Encoder e o AVISynth.
O VirtualDubMod possui uma série de recursos não disponíveis no software original, como suporte para a criação de videos no formato Matroska (MKV) e para a edição de vídeos do formato MPEG-2 e OGM.
Ele aceita ainda todos os filtros compatíveis com o Virtualdub original. Estes filtros servem para tratar o vídeo e o áudio (desentrelaçar, mudar resolução, "Sharpen") ou para aplicar efeitos diversos (como adicionar um logo ou legenda ao filme). 
Como o VirtualDubMod é um software livre pode ser modificado por outros programadores. Um de seus mods mais conhecidos é o SpanishDub, uma tradução do programa para o espanhol. O programa original não é atualizado pelos seus criadores desde 29 de Agosto de 2005. Ele está sob a licença GFDL -- a mesma da Wikipédia.
Os criadores desse programa são os mesmos responsáveis pelo VirtualVCR-Matroska, um programa de captura de vídeo com timer.